# Elisabeth Taburet-Delahaye

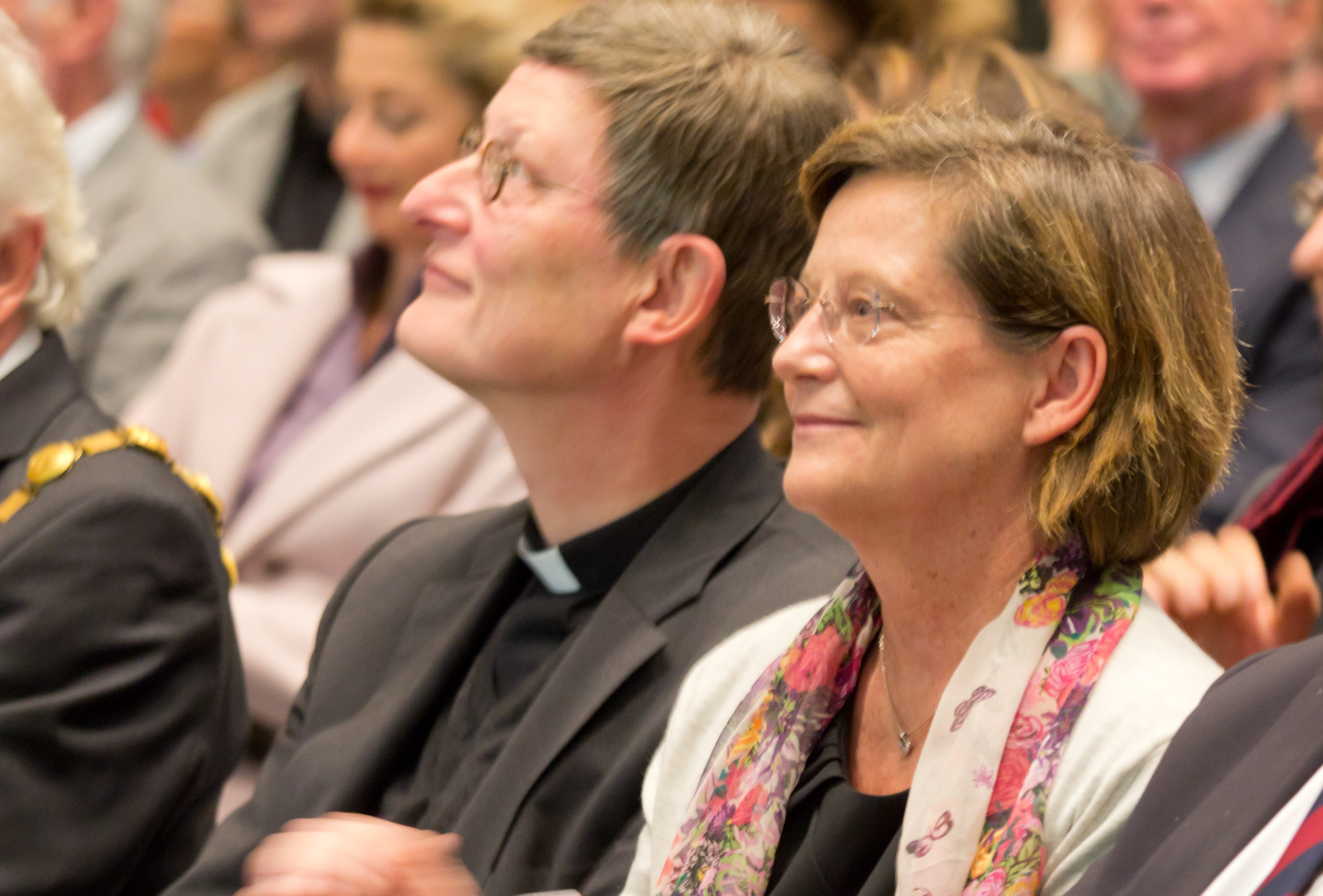
Elisabeth Taburet-Delahaye 2014

Elisabeth Taburet-Delahaye ist eine französische Kunsthistorikerin. Sie war von 2005 bis 2019 Direktorin des Musée national du Moyen Âge (Musée de Cluny) in Paris.
Elisabeth Taburet-Delahaye war von 1978 bis 1987 als Konservatorin für Goldschmiedearbeiten am Musée de Cluny tätig. 1987 erwarb sie einen DEA (Master) in Kunstgeschichte. Ihre Dissertation in Kunst und Archäologie an der Pariser Universität 1989 hatte den Titel L’Orfèvrerie gothique – XIIIe – début XVe siècle – au musée de Cluny („Gotische Goldschmiedearbeiten vom 13. bis Anfang des 15. Jahrhunderts im musée de Cluny“).
Im Anschluss arbeitete sie in der Abteilung für Zeitgenössische Kunst des Louvre, wo sie mehrere Ausstellungen als Kuratorin verantwortete, darunter eine Gemeinschaftsausstellung zu Limosiner Email mit dem Metropolitan Museum of Art in New York City im Jahr 1995.
Seit 2004 verantwortete sie das wissenschaftliche und künstlerische Profil für das neue Museum Louvre-Lens. Als Nachfolgerin der verstorbenen Viviane Huchard war sie von 2005 bis zu ihrem Eintritt in den Ruhestand Direktorin des Musée national du Moyen Âge in Paris. Sie wurde abgelöst durch Séverine Lepape.
Elisabeth Taburet-Delahaye ist Mitglied in der Société des antiquaires de France, der Union centrale des Arts décoratifs sowie der Commission nationale des monuments historiques.

## Publikationen
- Catalogue de l’orfevrerie gothique (XIII–XIVe siècles) du Musée des thermes et de l’Hotel de Cluny, Dissertation, Paris 1989
- Les ivoires du Musée de Cluny 1981.
- Artistes et métiers du Moyen-âge, 1988.
- Thermes et Hôtel de Cluny-Musée national du Moyen âge: oeuvres nouvelles, 1995–2005 Paris 2006
- Les secrets de la licorne (mit Michel Pastoureau), 2013